# Incêndio em igreja de Gizé
Em 14 de agosto de 2022, ocorreu um incêndio em uma igreja copta em Gizé, Egito. Matou ao menos 41 pessoas.
Conforme informações da revista egípcia "Egypt Today", dezenas de pessoas foram transferidas para vários hospitais.
Ainda conforme a revista, pelo menos quatro caminhões do corpo de bombeiros foram ao local para conter as chamas e garantir que o fogo não começaria novamente, considerando a alta temperatura e a grande quantidade de madeira na igreja.
Em uma postagem em uma rede social, o presidente egípcio Abdel Fattah al-Sisi prestou condolências às famílias das vítimas e anunciou que direcionou "todas as agências estatais e instituições relevantes a tomar todas as medidas necessárias para lidar com esse incidente e seus efeitos".
Segundo a Reuters, autoridades da área de segurança disseram que o fogo foi causado por uma pane elétrica.
Cerca de 5 000 fiéis estavam congregados em missa na igreja, chamada Abu Sifin, quando o incêndio começou.